# Automatensprengung

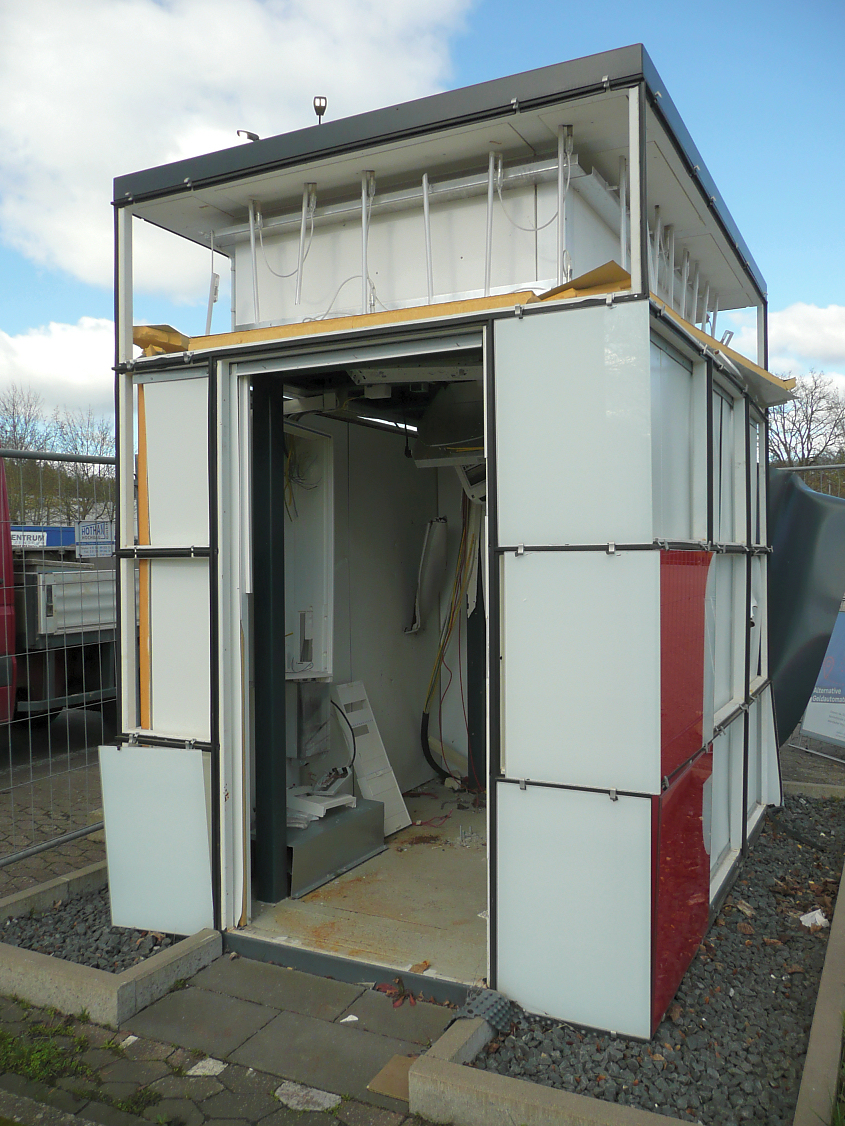
Gesprengter Geldautomat auf Parkplatz in Hameln

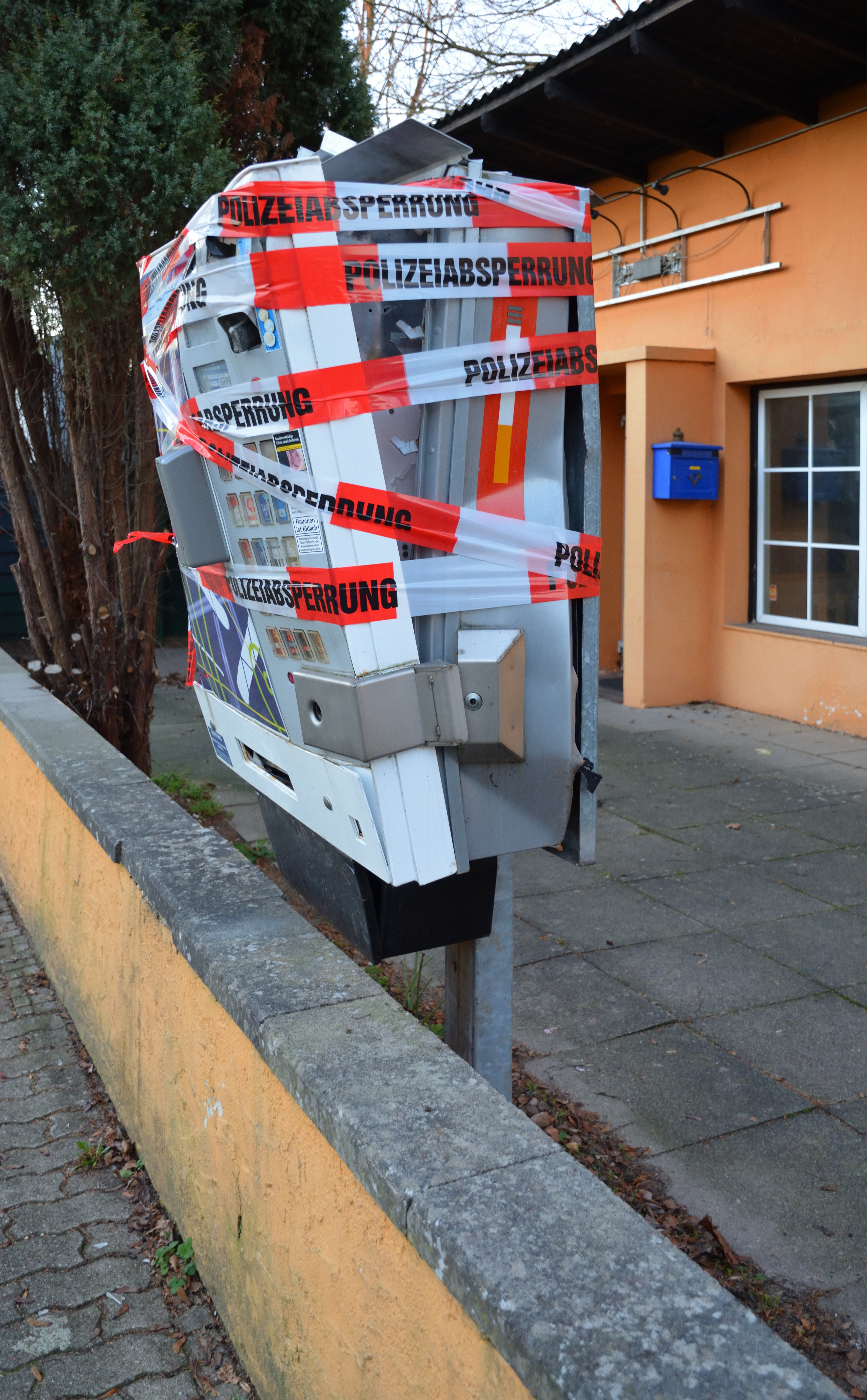
Ein gesprengter Zigarettenautomat in Itzehoe

Bei einer Automatensprengung werden Geldautomaten, Fahrkartenautomaten, Zigarettenautomaten oder andere Automaten durch eine Sprengung aufgebrochen, um Bargeld oder Waren zu erbeuten; es handelt sich um eine Straftat.

## Vorgehensweise der Täter
Oft wird ein zündfähiges Gemisch, zum Beispiel Luft mit Propangas oder Acetylen, in einen Automaten geleitet und mittels einer in der Regel selbstgebastelten Fernzündeanlage zur Explosion gebracht. In anderen Fällen werden feste Sprengstoffe oder Pyrotechnik verwendet. Die Täter sind sowohl Profis als auch Amateure, sie gehen in Banden oder als Einzeltäter vor, meist im Schutz der Dunkelheit, die Haupttatzeiten sind die frühen Morgenstunden, wenn wenig Passanten zu erwarten sind.
Bei den Sprengungen gelangen die Täter nicht immer an das Bargeld der Automaten. Laut dem Bundeskriminalamt (BKA) wurde 2017 nur in 48 % der Fälle Geld erlangt. Die durch die Sprengungen verursachte Schadenshöhe übersteigt in vielen Fällen deutlich den Wert der erlangten Beute, in Einzelfällen kommt es zu Sachschäden in Millionenhöhe. Die Schadwirkung auf die Umgebung und auf beteiligte sowie unbeteiligte Personen kann sehr groß sein. Die Explosionen führen zum Teil zu Gebäudeschäden, gefährden Passanten und bei Wohn- und Geschäftshäusern die Bewohner.
Bei der Sprengung eines Fahrkartenautomaten in Wittighausen in Baden-Württemberg am 17. September 2013 wurde einer der Täter tödlich verletzt. Am 10. Dezember 2016 kam es im Ortsteil Boele von Hagen bei der Sprengung eines Geldautomaten zu massiven Schäden in der Bankfiliale und in einer gegenüberliegenden Arztpraxis. Am 21. März 2017 wurde ein Täter bei der Sprengung eines Fahrkartenautomaten in Dortmund-Scharnhorst tödlich verletzt. In Ottersberg in Niedersachsen führte am 28. April 2017 die Sprengung von Geldautomaten in einem Wohn- und Geschäftshaus zur Evakuierung der Bewohner wegen befürchteter Einsturzgefahr. Am 15. März 2018 kam es in Espelkamp zum Brand in einer Bankfiliale. Am 31. März 2018 wurden in Spenge in Ostwestfalen bei der Sprengung eines Geldautomaten auch ein Wohn- und Geschäftshaus massiv beschädigt.
Im Jahr 2020 wurden etwa 40 % aller Bankautomatensprengungen mit Sprengstoff durchgeführt.

## Gegenmaßnahmen

Farbspur der aktivierten Farbkartuschen in den Geldkassetten nach Automatensprengung in Dresden

Sicherungsmaßnahmen sind Farbpatronen mit Raubstoppfarben für Automaten, die im Falle einer Sprengung des Geldautomaten die Banknoten einfärben, Systeme zum Absaugen oder Neutralisieren des eingeleiteten Gases (Gas Protection Unit) oder starke mechanische Sicherung des Geldschranks. Eine weitere Möglichkeit ist die Schließung der Automaten im Außenbereich. Aufgrund der vermehrten Nutzung von Festsprengstoff werden auch Konstruktionen aus bis zu 15 Zentimeter Stahlbeton zum Schutz von freistehenden Geldautomaten errichtet. Bei diesen bis zu 10 Tonnen schweren Automaten sind herkömmliche Sprengmittel nicht wirksam.

## Entwicklung

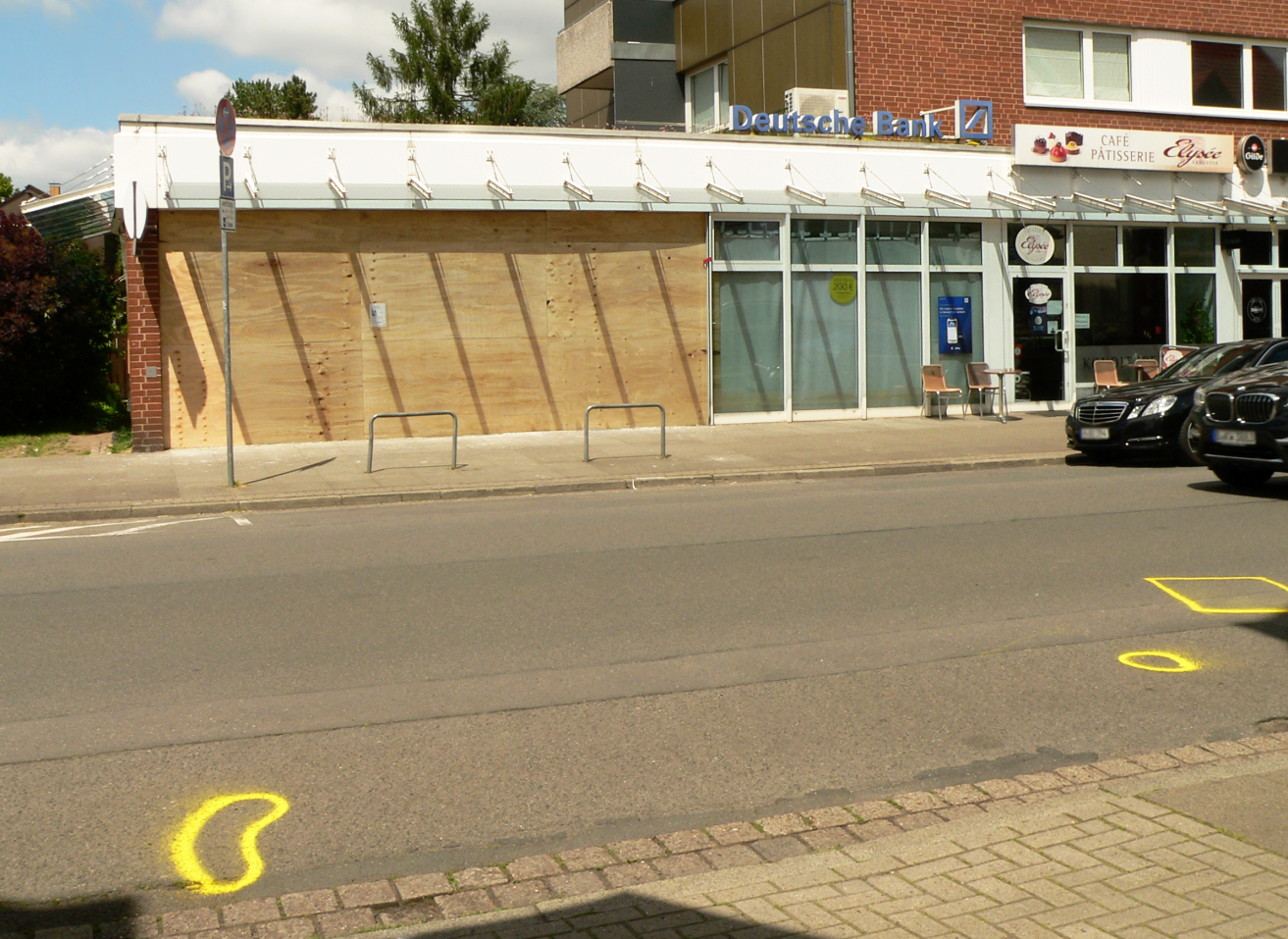
Provisorisch gesichertes Geldinstitut in Hannover-Kirchrode mit Tatortmarkierungen nach einer Geldautomatensprengung, 2021

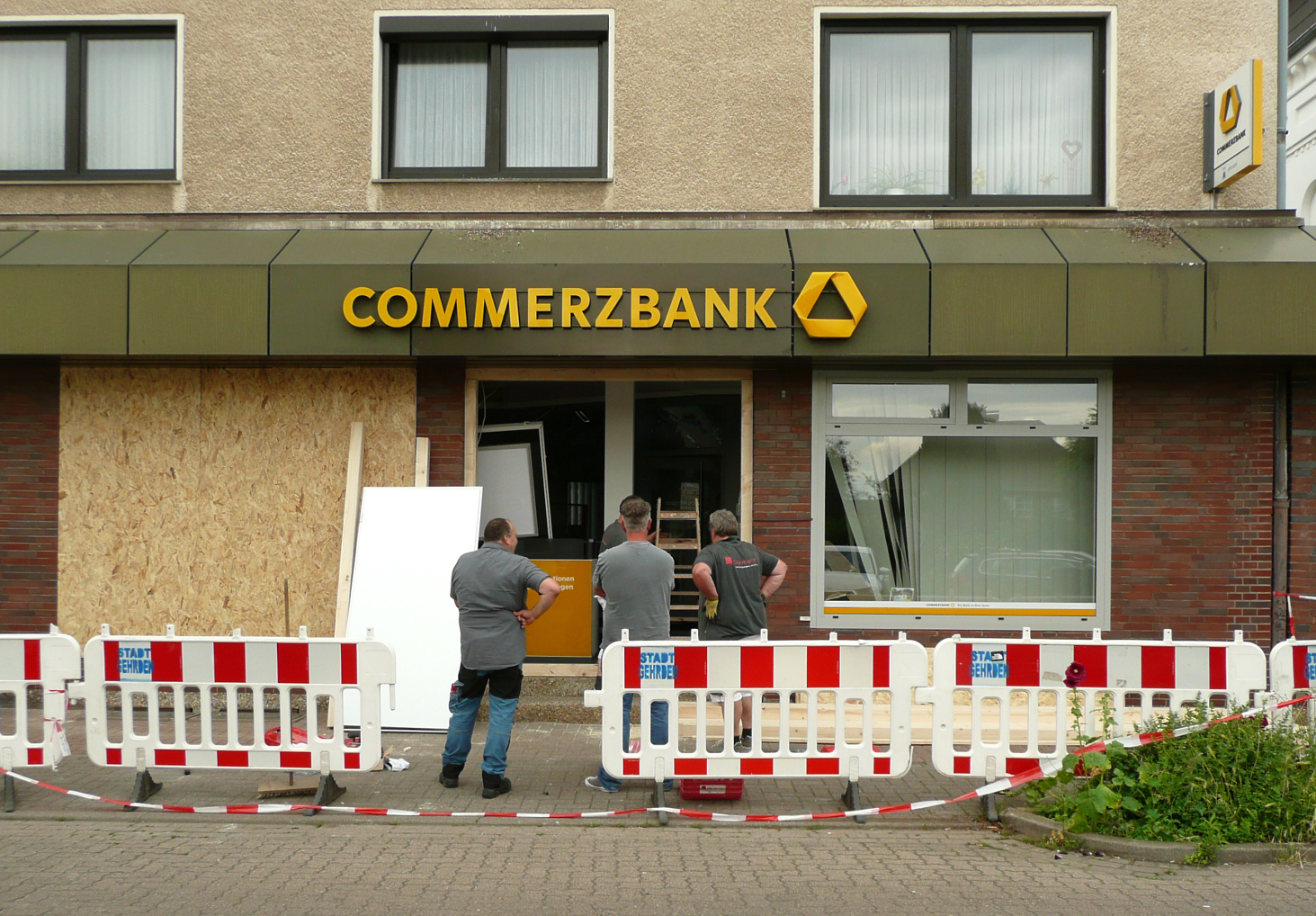
Sicherungsarbeiten nach einer Geldautomatensprengung in einem Geldinstitut in Gehrden, 2021

In Deutschland wurde erstmals 2005 in Köln ein Geldautomat gesprengt. Das Bundeskriminalamt (BKA) verzeichnete im Phänomenbereich „Sprengung von Geldautomaten“ seit dem Jahr 2013 einen deutlichen Anstieg von Fällen, was auf eine sukzessive Verdrängung von Tätern aus den Niederlanden aufgrund dortiger Präventionsmaßnahmen zurückgeführt wird. Während es in den Jahren 2011 und 2012 deutschlandweit 38 beziehungsweise 45 Sprengungen von Geldautomaten gab, stieg die Zahl 2013 auf 89 Fälle, 2014 auf 116 und 2015 auf 157 Fälle. Im Jahr 2016 waren es 318 Taten und 2017 gab es 268 Sprengungen, von denen 129 erfolgreich waren. Für das Jahr 2018 hat das Bundeskriminalamt 369, für das Jahr 2019 insgesamt 349 versuchte oder erfolgreiche Sprengungen gemeldet. Die Höhe der Beute betrug 15,2 Millionen Euro. Die meisten Sprengungen gab es in Nordrhein-Westfalen (105), Hessen (53) und Niedersachsen (45). Insgesamt wurden im Jahr 2019 bundesweit 132 Verdächtige ermittelt. Im Jahr 2020 lag die Zahl der Geldautomatensprengungen in Deutschland bei 414 Sprengungen.
Die meisten Taten wurden 2015 in den Bundesländern Nordrhein-Westfalen (70 Fälle) und Niedersachsen (28 Fälle) verübt. Dabei fiel auf, dass eine hohe Anzahl von Tatorten in der Nähe zur Grenze zwischen den Niederlanden und Deutschland lag. Im selben Jahr griff das Phänomen vermehrt auch nach Baden-Württemberg über. Im Jahr 2016 wurden von 318 Sprengungen 136 im Raum Nordrhein-Westfalen verübt. Eine Häufung der Fälle von Automatensprengung wurde 2016 unter anderem in Mittelfranken und Oberbayern beobachtet; betroffen waren sowohl Bank-, als auch Fahrkarten- und Kondomautomaten. Die Sprengungen von Geldautomaten gingen 2017 zwar bundesweit um 16 % im Vergleich zum Vorjahr zurück, stiegen in Hessen und in Rheinland-Pfalz allerdings an. Diese Entwicklung begründete das BKA durch einen Verlagerungseffekt innerhalb Deutschlands, da es in Nordrhein-Westfalen und Niedersachsen zu intensiven polizeilichen Maßnahmen, wie der Einrichtung zentraler Ermittlungskommissionen und der verstärkten Zusammenarbeit mit der niederländischen Polizei, kam, die die Attraktivität dieses Gebiets für Täter reduzieren sollten. Dennoch blieb Nordrhein-Westfalen Schwerpunkt der Angriffe.
Nachdem ein Geldautomat der Deutschen Bank in Worbis nach 2019, 2020 und 2021 Anfang 2023 zum vierten Mal Ziel einer Sprengung wurde, nachdem er erst zwei Wochen zuvor wieder aufgebaut worden war, beschloss das Geldinstitut die endgültige Schließung des Standorts.

## Rechtliche Situation, Ermittlungen und Verurteilungen in Deutschland
Grunddelikt ist der besonders schwere Fall des Diebstahls nach § 243 StGB. Das Herbeiführen einer Sprengstoffexplosion ist in Deutschland nach § 308 StGB strafbar. In Tateinheit steht zumeist die Sachbeschädigung.
Nachdem es in Niedersachsen im Jahr 2015 zu 21 Fällen der Sprengung von Geldausgabeautomaten gekommen war, richtete das Landeskriminalamt Niedersachsen eine 10-köpfige Sonderkommission ein. Die Ermittler gingen von drei Tätergruppen aus. Von ihnen sollte die weitaus größte Gruppe aus den Niederlanden und eine aus Polen kommen, während eine dritte Gruppe Nachahmer waren.
Nach Erkenntnissen des Bundeskriminalamtes werden Sprengungen von Geldautomaten meist arbeitsteilig durch Tätergruppierungen begangen, wobei es reisende und auch regional agierende Gruppierungen gibt. Im Jahr 2017 wurden dem Bundeskriminalamt 93 Personen als Tatverdächtige bekannt. Davon wurden 75 Personen als reisende Täter eingestuft, die größtenteils (46 Personen) aus den Niederlanden kommen. Ermittlungen in Nordrhein-Westfalen ergaben, dass die Täter vorrangig aus Ballungszentren in den Niederlanden stammen und einen marokkanischen Migrationshintergrund haben. Sie nutzen zur Flucht vor allem hochmotorisierte Kraftfahrzeuge oder Motorroller.
Dietmar Kneib von der Ermittlungsgruppe des Landeskriminalamtes Nordrhein-Westfalen stellte nach vereinzelten Verhaftungen von Niederländern fest: „Diese wohnen vor allem in Vororten von Utrecht und Amsterdam und haben überwiegend nordafrikanischen Migrationshintergrund.“ Vermutet werden etwa 250 Bandenmitglieder.
In einem Fall verunglückten am 9. März 2016 drei Täter nach einer Sprengung in Meppen bei der Flucht mit einem Pkw, wobei ein Täter tödlich verletzt wurde. Gegen einen weiteren Täter wird seit Mai 2018 am Landgericht Mönchengladbach verhandelt. Ihm wird zur Last gelegt, einer Bande anzugehören, die etwa 100 Automatensprengungen begangen hat; darunter eine in Neuenhausen mit 120.000 Euro Beute.
Vom Landgericht Hagen wurde ein Täter im Juli 2017 zu einer Haftstrafe von sechs Jahren und vier Monaten verurteilt. Das Landgericht Köln verurteilte im August 2017 zwei Niederländer marokkanischer Herkunft wegen schweren Raubes und Herbeiführen einer Sprengstoffexplosion zu Gefängnisstrafen von jeweils fünfeinhalb Jahren. Sie hatten durch ihre Taten insgesamt 470.000 Euro erbeutet.